# Torneo NSFL Flag Élite 2007
Il Torneo NSFL Flag Élite 2007 è stato la 1ª edizione del campionato di flag football di prima squadra, organizzato dalla NSFL.

## Squadre partecipanti
| Club            | Città             | Stadio | Sponsor ufficiale |
| --------------- | ----------------- | ------ | ----------------- |
| Gaulois Orbe    | Orbe              |        |                   |
| Morges Capone   | Morges            |        |                   |
| Morges Corleone | Monthey           |        |                   |
| Selezione NSFL  | Losanna           |        |                   |
| Riviera Saints  | Vevey             |        |                   |
| Yverdon Ducs    | Yverdon-les-Bains |        |                   |

## Stagione regolare

### Calendario

#### 1ª giornata
| Chavannes-près-Renens 31 marzo 2007 | Selezione NSFL | 18 – 14 | Riviera Saints |  |

| Chavannes-près-Renens 31 marzo 2007 | Morges Capone | 14 – 36 | Gaulois Orbe |  |

| Chavannes-près-Renens 31 marzo 2007 | Morges Corleone | 6 – 40 | Yverdon Ducs |  |

#### 2ª giornata
| Chavannes-près-Renens 14 aprile 2007 | Riviera Saints | - – - () | Yverdon Ducs |  |

| Chavannes-près-Renens 14 aprile 2007 | Morges Capone | 34 – 25 | Morges Corleone |  |

#### 3ª giornata
| Orbe 21 aprile 2007 | Morges Corleone | 12 – 24 | Gaulois Orbe |  |

| Orbe 21 aprile 2007 | Riviera Saints | 6 – 26 | Morges Capone |  |

| Orbe 21 aprile 2007 | Selezione NSFL | 18 – 22 | Yverdon Ducs |  |

#### 4ª giornata
| Chavannes-près-Renens 28 aprile 2007 | Selezione NSFL | - – - () | Morges Capone |  |

| Chavannes-près-Renens 28 aprile 2007 | Gaulois Orbe | 6 – 30 | Yverdon Ducs |  |

| Chavannes-près-Renens 28 aprile 2007 | Riviera Saints | 30 – 0 | Morges Corleone |  |

| Chavannes-près-Renens 28 aprile 2007 | Morges Capone | 14 – 22 | Yverdon Ducs |  |

| Chavannes-près-Renens 28 aprile 2007 | Selezione NSFL | - – - () | Morges Corleone |  |

| Chavannes-près-Renens 28 aprile 2007 | Selezione NSFL | - – - () | Gaulois Orbe |  |

### Classifica
La classifica della regular season è la seguente:
- PCT = percentuale di vittorie, G = partite giocate, V = partite vinte, P = partite perse, PF = punti fatti, PS = punti subiti
- La qualificazione ai playoff è indicata in verde

| Pos. | Squadra         | Punti | PCT  | G | V | P | PF  | PS  |
| ---- | --------------- | ----- | ---- | - | - | - | --- | --- |
| 1    | Yverdon Ducs    | 13    | .800 | 5 | 4 | 1 | 114 | 44  |
| 2    | Morges Capone   | 11    | .600 | 5 | 3 | 2 | 88  | 91  |
| 3    | Gaulois Orbe    | 8     | .500 | 4 | 2 | 2 | 66  | 56  |
| 4    | Riviera Saints  | 8     | .500 | 4 | 2 | 2 | 50  | 44  |
| 5    | Selezione NSFL  | 7     | .200 | 5 | 1 | 4 | 36  | 36  |
| 6    | Morges Corleone | 7     | .200 | 5 | 1 | 4 | 43  | 128 |

## Playoff

### Tabellone
|  | Semifinali     | Semifinali     | Semifinali    |               |              | Finale       | Finale | Finale |  |
|  |                |                |               |               |              |              |        |        |  |
|  | Yverdon Ducs   | Yverdon Ducs   | 36            |               |              |              |        |        |  |
|  | Yverdon Ducs   | Yverdon Ducs   | 36            |               |              |              |        |        |  |
|  | Gaulois Orbe   | Gaulois Orbe   | 20            |               |              |              |        |        |  |
|  | Gaulois Orbe   | Gaulois Orbe   | 20            |               | Yverdon Ducs | Yverdon Ducs | 36     |        |  |
|  |                |                |               |               | Yverdon Ducs | Yverdon Ducs | 36     |        |  |
|  |                |                | Morges Capone | Morges Capone | 20           |              |        |        |  |
|  | Riviera Saints | Riviera Saints | Morges Capone | Morges Capone | 20           | 42           |        |        |  |
|  | Riviera Saints | Riviera Saints |               |               |              |              |        |        |  |
|  | Morges Capone  | Morges Capone  | 44            |               |              |              |        |        |  |

### Semifinali
| La Tour-de-Peilz 13 maggio 2007, ore 11:00 | Yverdon Ducs | 36 – 20 | Gaulois Orbe |  |

| La Tour-de-Peilz 13 maggio 2007, ore 14:00 | Riviera Saints | 42 – 44 | Morges Capone |  |

### I NSFL Bowl
| La Tour-de-Peilz 13 maggio 2007, ore 14:00 | Yverdon Ducs | 36 – 20 | Morges Capone |  |

## Verdetti
- Yverdon Ducs Campioni NSFL Flag Élite 2007